# Kruidtuintunnel
De Kruidtuintunnel (Frans: Tunnel Botanique) is een tunnel gelegen in het noordoosten van de Belgische hoofdstad Brussel. De weg maakt deel uit van de Kleine Ring rond Brussel en loopt onder een belangrijk kruispunt met de N21. Richting Koekelberg kan men al direct naar de Rogiertunnel.
Annie Cordytunnel · Baljuwtunnel · Belliardtunnel · Boileautunnel · Deltatunnel · Georges Henritunnel · Hallepoorttunnel · Jubelparktunnel ·Koninginnetunnel · Kortenbergtunnel · Kruidtuintunnel · Kunst-Wettunnel · Louizatunnel · Madoutunnel · Montgomerytunnel · Naamsepoorttunnel · NAVO-tunnel · Pachecotunnel · Reyerstunnel · Rogiertunnel · Stefaniatunnel · Tervurentunnel · Troontunnel · Van Praettunnel · Vleurgattunnel · Wettunnel · Woluwetunnel